# Кочетов, Дмитрий Дорофеевич
Дмитрий Дорофеевич Кочетов (1911—1966) — советский хозяйственный, государственный и политический деятель.

## Биография
Родился в 1911 году в селе Григорьевка Акмолинской области. Член КПСС с 1936 года.
В 1929—1946 гг. — секретарь сельсовета, продавец магазина потребкооперации в родном селе, секретарь Советского районного суда, инспектор Советской районной РКИ, в РККА, инспектор, старший инспектор, начальник Айртауского РО УНКВД, начальник отделения УНКВД, начальник отдела УНКГБ, начальник отдела УНКГБ Казахской ССР по Южно-Казахстанской области, заместитель начальника УМГБ Казахской ССР по Южно-Казахстанской области, по Карагандинской области, начальник УМГБ Таджикской ССР по Ленинабадской области, 1-й заместитель министра государственной безопасности Таджикской ССР, заместитель министра внутренних дел Таджикской ССР, председатель КГБ при СМ Таджикской ССР.
Умер в Калинине в 1966 году.